# 王新桂
王新桂，字小山，山東濟南府濟陽縣（今濟南市濟陽縣）人。清朝軍事人物，同武進士出身。
王新桂生性剛直，倜儻不羣。道光二十四年（1844年）中式甲辰科武殿試張殿華榜三甲第三十八名武進士。任陝西蘆塘營遊擊，因勦匪有功，補用參將。不久，奉調甘肅勦匪陣亡，遺體歸葬家鄉。民國《濟陽縣志》有傳。